# Latvajärvi (sjö i Finland, Lappland, lat 66,35, long 25,78)
Latvajärvi är en sjö i Finland. Den ligger i kommunen Rovaniemi i landskapet Lappland, i den norra delen av landet, 700 km norr om huvudstaden Helsingfors. Latvajärvi ligger 237 meter över havet. Arean är 25,1 hektar och strandlinjen är 2,61 kilometer lång. Sjön  ingår i Kemi älvs huvudavrinningsområde. 